# Air Force Two

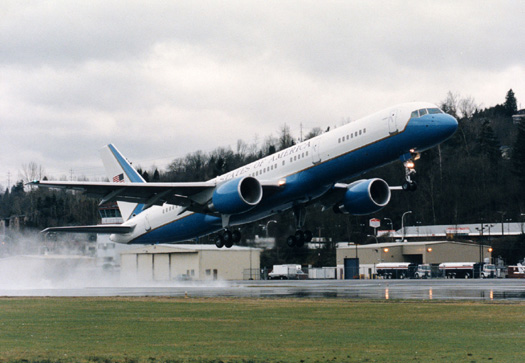
Le Boeing C-32, un 757 modifié, est le transport habituel du vice-président des États-Unis.

Air Force Two est l'indicatif d'appel utilisé par tout aéronef de l'US Air Force transportant le vice-président des États-Unis sauf si le président des États-Unis est aussi à bord. 
Ce terme est souvent mis en association avec le Boeing C-32 de la flotte présidentielle (un 757 modifié), ainsi qu'avec un Boeing C-40 Clipper (version de l'US Air Force du 737), deux avions utilisés habituellement par le vice-président. Bien que le Corps des Marines ait la charge du transport en hélicoptère du président (indicatif Marine One) et du vice-président (indicatif Marine Two), les hélicoptères du 1er escadron d'hélicoptères de l'US Air Force (plus précisément des UH-1N Huey) sont également utilisés pour le transport du vice-président, prenant ainsi l'indicatif Air Force Two.
En mars 2002, durant la préparation de la guerre d'Irak, le vice-président Dick Cheney effectua son premier voyage outre-mer. Pendant 10 jours, il visita 12 pays du Moyen-Orient à bord de l'un des deux Boeing VC-25A, généralement utilisé par le président américain et connu familièrement mais improprement sous le nom d'Air Force One. L'avion utilisa alors l'indicatif Air Force Two.
En février 2007, Cheney vola vers Sydney (Australie) à bord du Boeing C-32. Pendant toute la durée de sa visite, l'avion stationna sur le tarmac près du terminal national de l'aéroport de Sydney. Après son départ le dimanche matin, différents rapports, confirmés par le Premier ministre d'Australie John Howard, évoquèrent des difficultés mécaniques rencontrées par l'appareil engendrant un détour. Peu après, Air Force Two atterrit sur la base aérienne de Paya Lebar à Singapour. L'avion fut réapprovisionné en carburant et s'envola vers l'Afghanistan où le vice-président effectua une visite.

## Dans la fiction
- Un grand nombre de scènes de l'épisode 13 de la saison 7 de Scandal se passe à bord d'Air Force Two.